# Myeon
Um myeon, myŏn ou myon é uma unidade administrativa existente na Coreia do Norte e Coreia do Sul, equivalente a uma vila.

## Na Coreia do Sul
Juntamente com o eup, um myeon é uma das divisões de um condado ("gun") e de algumas cidades ("si") com menos de 500.000 habitantes. Myeons possuem populações menores que eups e representam as áreas rurais de um condado ou cidade. Os myeons são subdivididos em aldeias ("ri"). O limite mínimo de população para formar um myeon é 6.000 habitantes.